# Ortenberg (Hessen)
Ortenberg este o comună din districtul Wetteraukreis, landul Hessa, Germania. Ortenberg se află la 40 de km nord-est de Frankfurt pe Main și la 10 de km nord-vest de Büdingen. Prin orașul curge râul Nidder și pârâul Bleichenbach.

## Geografie

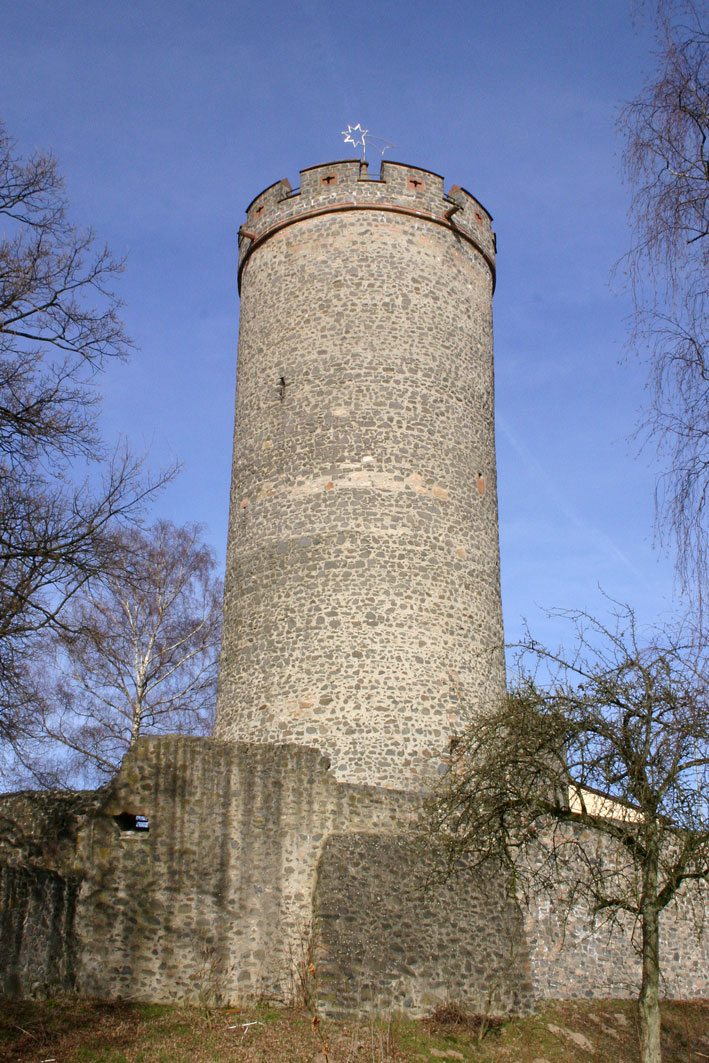
Turn de cetatea Lißberg

### Comune vecinate
Ortenberg este delimitat în nord de orașul Nidda, în nord-est de comuna Hirzenhain, în est de orașul Gedern și de comuna Kefenrod, în sud de orașul Büdingen, în sud-vest de comuna Glauburg și în vest de comuna Ranstadt (toți se află la fel ca Ortenberg în districtul Wetteraukreis).

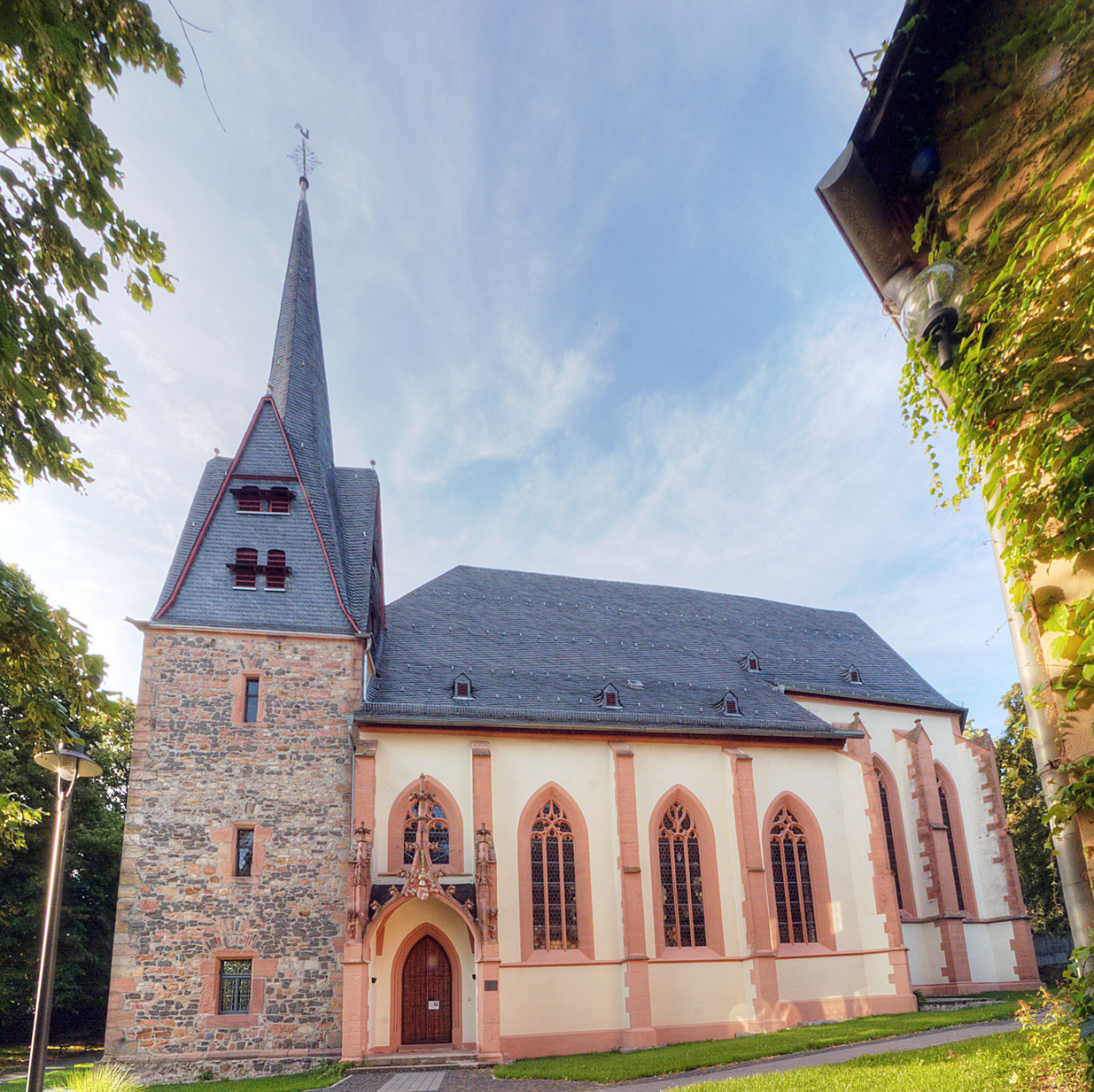
Marienkirche (Biserica Sf. Maria) în Ortenberg

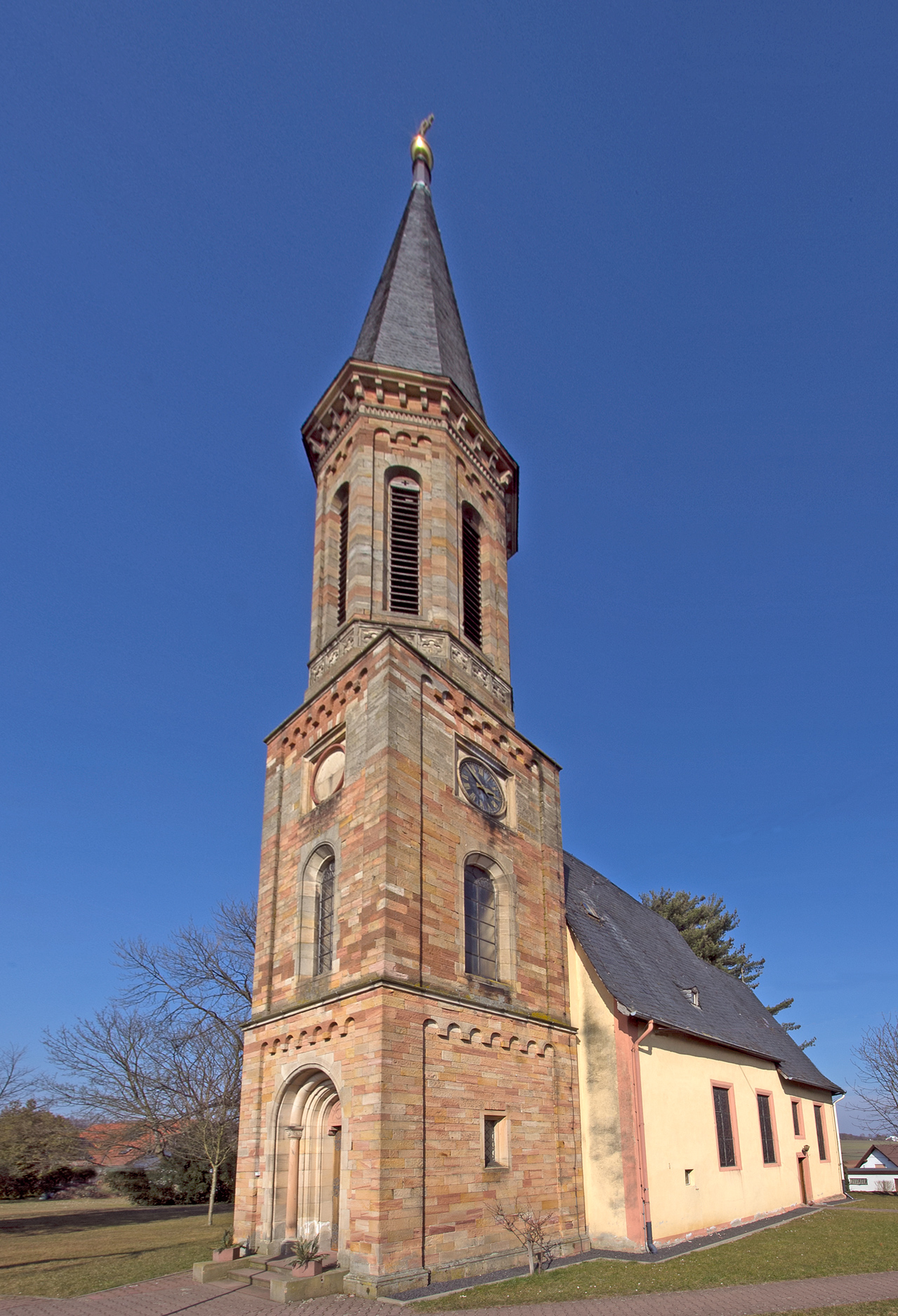
Biserica în Effolderbach

### Subdiviziuni
Orașul Ortenberg este subîmpărțit în zece cartiere: Bergheim, Bleichenbach, Eckartsborn, Effolderbach, Gelnhaar, Lißberg, Ortenberg, Selters (cu Konradsdorf), Usenborn și Wippenbach.

## Istorie
- Cartierele de Ortenberg au fost documentate pentru prima oară în: Bergheim (1305), Bleichenbach (1219), Eckartsborn (1290), Effolderbach (1034), Gelnhaar (1187), Konradsdorf (castelul Konradsdorf s-a construit în sec. al X-lea) , Lißberg (1222), Ortenberg (1166), Selters (780), Usenborn (1305) și Wippenbach (necunoscut). [3]
- Din secolul al XII-lea există "Kalter Markt" ("Târgul rece") în Ortenberg. Târgul rece este cea mai mare petrecere populară în Hessa Superioară, care se celebrează la sfârșitul lunii octombrie.[4]
- Comuna "Ortenberg" s-a format în 1972 prin o reformă rurală în landul Hessa.

## Politică

### Alegeri comunale
Rezultatul alegerilor comunale de la 27. martie 2011:, 
| Partid                      | Partid                                      | % 2011 | Consilieri 2011 | % 2006 | Consilieri 2006 | % 2001 | Consilieri 2001 |
| SPD                         | Sozialdemokratische Partei Deutschlands     | 41,4   | 13              | 40,2   | 13              | 48,6   | 15              |
| CDU                         | Christlich Demokratische Union Deutschlands | 29,0   | 9               | 29,8   | 9               | 31,9   | 10              |
| BiO                         | Bürgerverein in Ortenberg                   | 16,3   | 5               | 17,4   | 5               | —      | —               |
| FWG                         | Freie Wählergemeinschaft                    | 13,3   | 4               | 12,6   | 4               | 19,4   | 6               |
| Total                       | Total                                       | 100,0  | 31              | 100,0  | 31              | 100,0  | 31              |
| Participare la alegeri în % | Participare la alegeri în %                 | 47,5   | 47,5            | 58,9   | 58,9            | 53,5   | 53,5            |

### Primar
Rezultatele alegerilor de primar în Ortenberg:
| An                          | Candidat                    | Partid      | Rezultat în % |
| 09.04.2006(1)               | Ulrike Pfeiffer-Pantring    | independent | 58,4          |
| 09.04.2006(1)               | Tobias Greilich             | CDU         | 41,6          |
| Participare la alegeri în % | Participare la alegeri în % | 53,0        | 53,0          |
| 26.03.2006                  | Ulrike Pfeiffer-Pantring    | independent | 48,9          |
| 26.03.2006                  | Tobias Greilich             | CDU         | 29,3          |
| 26.03.2006                  | Friedrich Brackmann         | BiO         | 21,9          |
| Participare la alegeri în % | Participare la alegeri în % | 58,9        | 58,9          |
| 19.03.2000                  | Ulrike Pfeiffer             | independent | 55,6          |
| 19.03.2000                  | Karl-Friedrich Michl        | SPD         | 24,7          |
| 19.03.2000                  | Marc Hebbel                 | CDU         | 13,4          |
| 19.03.2000                  | Klaus-Peter Leistmanis      | independent | 6,3           |
| Participare la alegeri în % | Participare la alegeri în % | 67,9        | 67,9          |
| 20.03.1994                  | Otto Emrich                 | independent | 85,3          |
| Participare la alegeri în % | Participare la alegeri în % | 57,4        | 57,4          |

(1)Al doilea tur

### Localități înfrățite

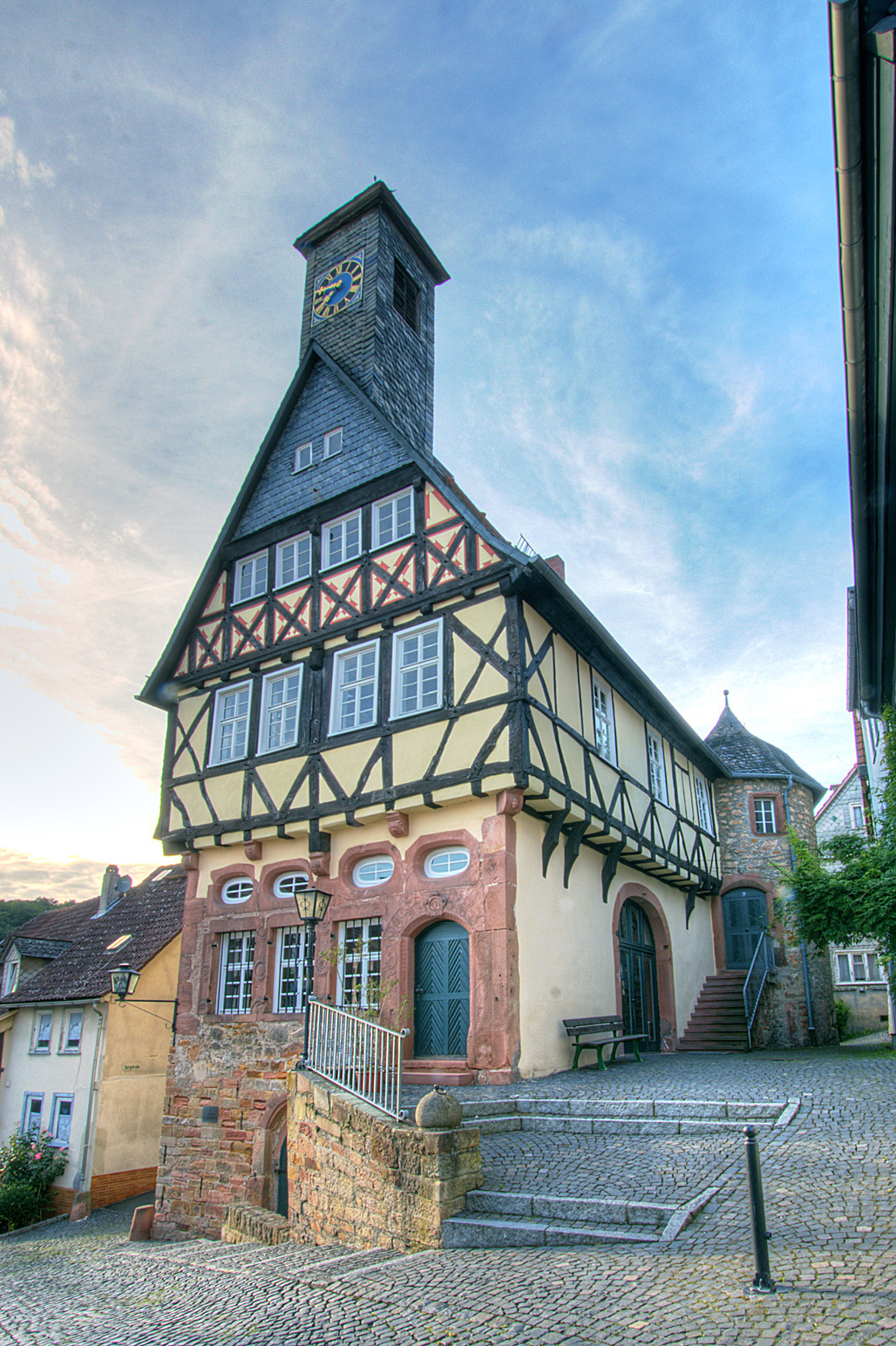
Primăria veche

Orașul Ortenberg este înfrățit cu:
- Ortenberg (Baden), Germania
- Roßla, Germania

## Obiective turistice
- Castelul Ortenberg
- Cetatea Lißberg
- Kalter Markt (Petrecere populară la sfârșit de octombrie)
- Marienkirche (Biserica Sf. Maria) în Ortenberg
- Primăria veche în Ortenberg

### Muzee
- Musikinstrumentenmuseum Lißberg (Muzeu de instrumente muzicale Lißberg; adresa: Schlossgasse, 63683 Ortenberg - Lißberg)[8]

## Infrastructură
Prin Ortenberg trec drumurile naționale B 275 (Lauterbach - Bad Schwalbach) și B 457 (Gießen - Gründau) și drumul landului L 3183, L 3184 și L 3190.

### Transporturi publice
Prin orașul Ortenberg trece linia de cale ferată RB 36 („Lahn-Kinzig-Bahn”: Gelnhausen - Gießen). Pe suprafața orașului se oprește la stațiile:
- Effolderbach
- Bleichenbach (Oberhess)